# Johann Thomas Lamminger

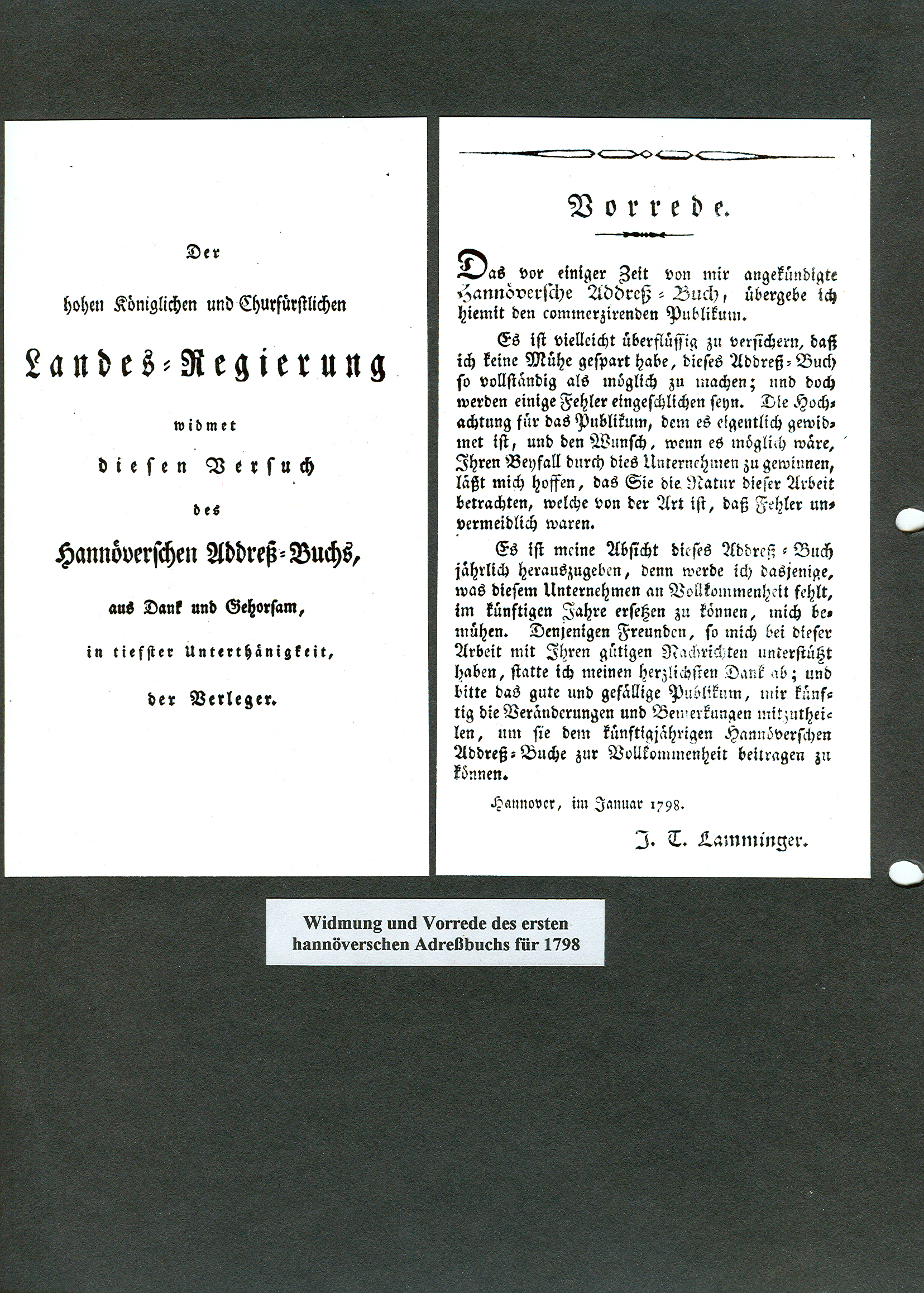
„Widmung und Vorrede“ Lammingers zum ersten Adressbuch Hannovers 1798

Johann Thomas Lamminger (* 1. Juni 1757 in Erlangen; † 6. Januar 1805 in Hannover) war ein deutscher Soldat im Amerikanischen Unabhängigkeitskrieg, (Hof-Buch-)Drucker und Herausgeber in Hannover.

## Leben
Bereits als Sohn eines Soldaten in Erlangen geboren, kämpfte Johann Thomas Lamminger in einem deutschen Regiment im amerikanischen Unabhängigkeitskrieg auf Seiten der Briten. Nach seiner Rückkehr nach Deutschland fand er in Hannover Arbeit beim Hofbuchdrucker Georg Heinrich Reuther. Die Witwe Reuters übertrug ihm nach einiger Zeit die Leitung des Betriebes – und heiratete Lamminger 1785.
So bevollmächtigt, erweiterte Lamminger das Geschäft in verschiedener Weise, richtete zum Beispiel eine eigene Notendruckerei ein und eine Leihbücherei. 1798 brachte er das erste Adressbuch der Stadt Hannover heraus, deren Daten er selbst per pedes und durch Befragung gesammelt hatte. Dazu schrieb er im Vorwort:

„Ich ließ mich in jedem Hause nach jedem einzelnen Bewohner erkundigen, damit mein Unternehmen der erwünschten Vollständigkeit und Genauigkeit wenigstens einigermaßen nahekommen möge.“

Lamminger erfasste von Anfang an auch die jüdischen Einwohner in der seinerzeit noch selbständigen Stadt Calenberger Neustadt und brachte seit dieser Zeit mit wenigen Unterbrechungen jährlich ein neues Adressbuch heraus.
Nach dem Tode des hannoverschen Hofbuchdruckers Hieronymus Michael Pockwitz 1799 erhielt Lamminger, obwohl der preußische General Gerhard von Scharnhorst einen negativen Eindruck von ihm bekundete, diesen Titel im Folgejahr verliehen. So geehrt, war eine seiner ersten Arbeiten der Probedruck Wedekind’s Nekrologium des Klosters St. Michael zu Lüneburg von Anton Christian Wedekind.
Lamminger arbeitete „stets mit drei“ Druckerpressen gleichzeitig, machte häufig Überstunden, für die er, über sein festes Gehalt als Hofbuchdrucker hinaus, in einem belegten Gesuch um zusätzliche Vergütung bat, da er „Tag und Nacht. Sonntag und Festtag“ tätig gewesen war. So starb er 1805 schließlich im Alter von nur 47 Jahren einen frühen Tod.
Lammingers Tochter, Dorothea Wilhelmine (1800–1853), später verheiratet mit Carl August Ludwig Klindworth, wurde die Mutter des Pianisten und Dirigenten Karl Klindworth.

## Die Nachfolger
Die Witwe, Lammingers zweite Ehefrau Sophie Lucie Bock, führte das Geschäft als unter der Firmenbezeichnung „Witwe Lamminger“ fort und bezog – inmitten der Besetzung durch die Truppen Napoleons – das Hofbuchdrucker-Gehalt bis 1809 fort, demselben Jahr, in dem Jérôme Bonaparte Hannover besuchte – was den Magistrat der Stadt 5.000 Taler kostete. Seit 1809 „erlosch“ das Gehalt, die Arbeiten wurden seitdem nach Auftragsumfang berechnet. Seit dem Tode Lammingers 1805 hatte zunächst der Faktor Karl Heinrich Theuerdank die Buchdruck-Setzerei geleitet, von 1808 bis 1813 dann Christian Rosenbusch. 1813 wurde Rosenbusch Kompagnon der Witwe, beide firmierten seitdem als Witwe Lamminger und Rosenbusch. Nachdem die Witwe am 1. September 1836 gestorben war, verwaltete Rosenbusch die Firma für die Erben bis zum 25. September 1838: An jenem Tag trat der Enkel der Verstorbenen, Justus Christian Friedrich Klindworth, die Nachfolge an und führte das Unternehmen seitdem als „Lamminger’sche Buchdruckerei“. Klindworth modernisierte die Firma rasch: Schon 1840 arbeitete die „Officin“ mit drei neuangeschafften Druckerpressen.

## Werke (unvollständig)
- 1797: Johann Ludwig Hogrefe: Praktische anweisung zum planimetrischen vermessen der feldmarken: und wie davon die carten auszuarbeiten, zu berechnen und die vermess-register einzurichten sind, Johann Thomas Lamminger, 1797, online über Google-Bücher